# 哈莫尼鎮區 (北達科他州卡斯縣)
哈莫尼鎮區（英語：Harmony Township）是位於美國北達科他州卡斯縣的一個鎮區。

## 地方資料
哈莫尼鎮區的面積為89.44平方千米，當中陸地面積為89.16平方千米，而水域面積為0.28平方千米。根據2020年美國人口普查的數據，當地共有人口79人，而人口密度為每平方千米0.88人。